# Ferreirós do Dão
Ferreirós do Dão ist eine Gemeinde (Freguesia) im portugiesischen Kreis Tondela. In ihr leben 355 Einwohner (Stand 19. April 2021).